# Robert Edmund Grant
Robert Edmond Grant (Edinburgh, 1793. november 11. – London, 1874. augusztus 23.) brit anatómus és zoológus.

## Élet
Grant az Edinburgh-ban született Alexander Grant és felesége, Jane Edmond fiaként. Szülővárosában járt középiskolába és ottani egyetemen végezte orvostudományi tanulmányait is. 1814-ben doktorált, de az orvosi gyakorlat helyett tengerbiológiával és a gerinctelenek zoológiájával foglalkozott, apja örökségéből élve. Materialistaként és szabadgondolkodóként, valamint politikailag radikálisként nyitott volt azokra a biológia gondolatokra, amelyeket felforgatónak tartottak a napóleoni háborúk után Nagy-Britanniában uralkodó tudományos légkörben. Doktori disszertációjában idézte Erasmus Darwin Zoönomiáját, amely az evolúció gondolatát költői formában vezette be.

### Darwin mint tanítvány
Grant a Plinian Society for Student Naturalists tagja volt, amelyhez Charles Darwin 1826 őszén csatlakozott, amikor megkezdte másodéves orvosi tanulmányait az Edinburghi Egyetemen. Darwin Grant leglelkesebb tanítványa lett, és segített neki a minták gyűjtésében.
Azon a télen és tavasszal Grant húsz cikket publikált az edinburghi folyóiratokban, főként szivacsokról, tojásokról és lárvákról, ami nemzetközi hírnevet szerzett neki, és a dolgozatokat franciául is lefordították. Grant vitte Darwint a werneri társaságba, amelyet Robert Jameson szobájában tartottak, és a tagságot csak orvosok vehették igénybe. 1827. március 24-én Grant bejelentette a társaságnak, hogy az osztrigahéjban gyakran előforduló fekete spórák egy rájapióca tojásai, és közzétett egy tanulmányt erről a felfedezésről. Ez a felfedezés valójában Darwiné volt, és az esemény után Darwin elvesztette bnizalmát Grant mint mentor iránt. Maga Darwin március 27-én prezentációt tartott a Plinian Society számára, amelyben beszámolt erről és a tengeri csiga lárváival kapcsolatos megfigyeléseiről.
Darwin hozzájárult Grantnek az állatok "tervegységével" kapcsolatos vizsgálataihoz, amelyek azzal zártak, hogy Grant bejelentette a Werner-társaságnak, hogy azonosította a hasnyálmirigyet a puhatestűekben, amelyeket egy kitűzött tengeri csigával mutattak be. Ez hasonlóságot mutatott ezen egyszerű lények és az emlősök között, összekapcsolva őket életvitelének vitatott láncolatával.

## Nézetek
A kontinensre tett gyakori utazásai során Grant közeli barátságot kötött Geoffroy-val, a vezető francia összehasonlító anatómussal. Az edinburghi extramurális orvosi iskolák termékeny talajt jelentettek Geoffroy elképzeléseinek, és a skót radikálisok Geoffroy tanítványaivá váltak. Ide tartozott William AF Browne, egy frenológus, aki később a menekültügyi reform és a neurológiai pszichiátria felé fordította energiáit. Grant ezeket az ötleteket Londonba vitte, ahol bemutatta a homológiát (az alapvető Geoffroy-technikát) UCL-hallgatóinak. Továbbfejlesztette Lamarckot és de Blainville-t is, akiknek az elképzelései hasonlóak voltak, és tartalmazta az összefoglaló elmélet gondolatait is.

## Könyvei
- Dissertatio physiologica inauguralis, de circuitu sanguinis in foetu. Edinburgh: Ballantyne 1814
- An essay on the animal kingdom being an introductory lecture delivered in the University of London, on the 23rd of October, 1828. J. Taylor, London 1828; 2. kiadás 1829
- Outline of a course of lectures on the structure and classification of animals, to be delivered to the members of the Zoological Society of London, in their museum, to commence on Tuesday the 15th of January, 1833, and to continue on the succeeding Tuesdays and Thursdays, at half-past seven o’clock p.m. Mills, Jowett & Mills, London 1833
- Lectures on Comparative Anatomy. London 1834; digitalizált változata
- On the study of medicine: being an introductory address delivered at the opening of the medical school of the University of London, October 1st, 1833. Taylor, London 1833
- On the present state of the medical profession in England; being the annual oration delivered before the members of the British Medical Association, on 21st October 1841. H. Renshaw, London 814
- Outlines of comparative anatomy: Designed to Serve as an Introduction to Animal Physiology, and to the Principles of Classification in Zoology. H. Bailliere, 1841; digitalizált változata

## Fordítás
Ez a szócikk részben vagy egészben  a   Robert Edmond Grant című angol Wikipédia-szócikk ezen változatának fordításán alapul.  Az eredeti cikk szerkesztőit annak laptörténete sorolja fel. Ez a jelzés csupán a megfogalmazás eredetét és a szerzői jogokat jelzi, nem szolgál a cikkben szereplő információk forrásmegjelöléseként.